# Cifrario Copiale

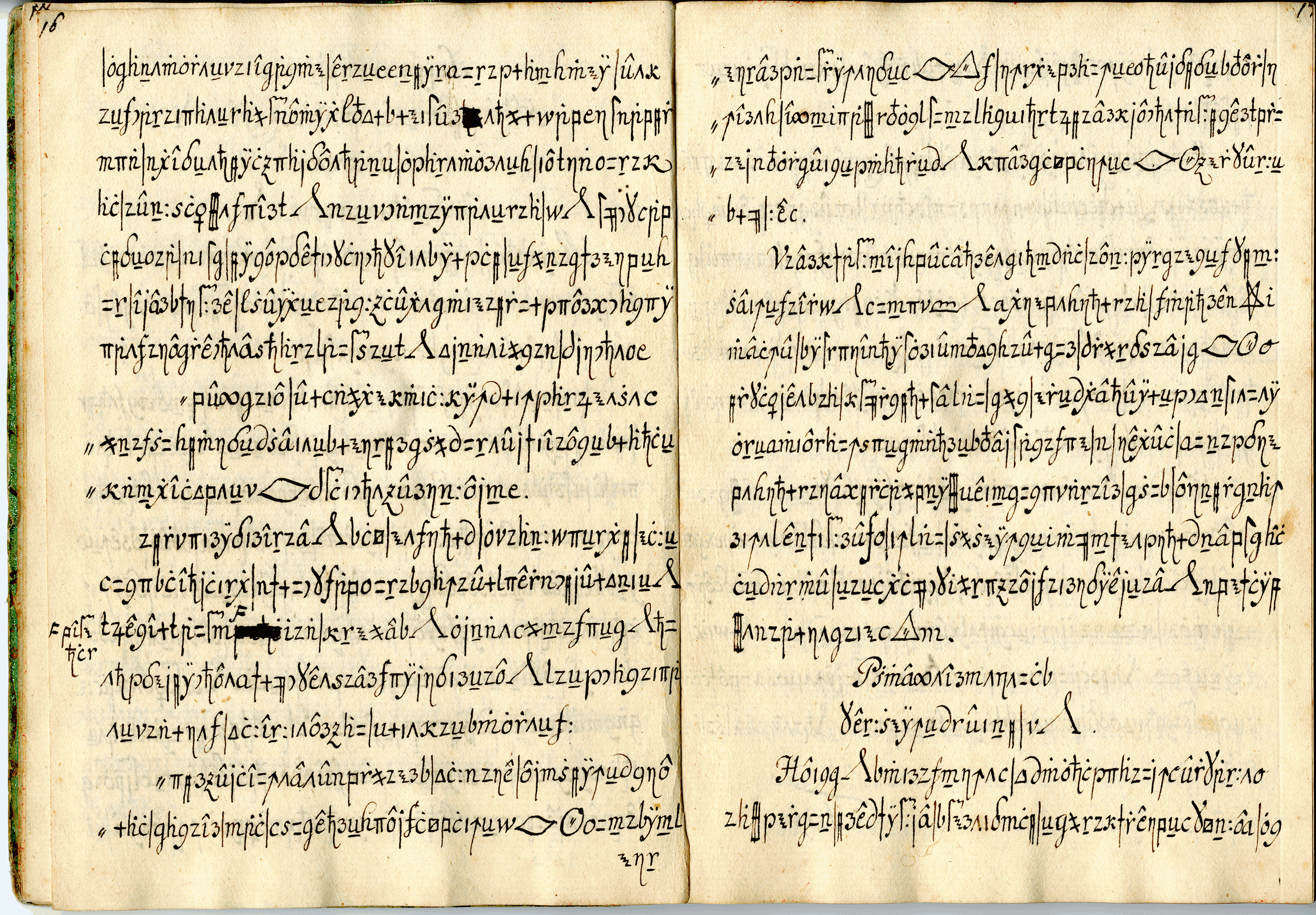
Due pagine (16 e 17) estratte dal cifrario.

Il cifrario Copiale è un manoscritto crittografico composto da 75.000 caratteri scritti a mano che riempiono 105 pagine in un volume rilegato. Non decifrato per oltre 260 anni, il documento è stato decifrato nel 2011 con l'assistenza di un computer. Un team internazionale composto da Kevin Knight dell'University of Southern California Information Sciences Institute e della Viterbi School of Engineering, insieme a Beáta Megyesi e Christiane Schaefer dell'Università di Uppsala in Svezia, ha scoperto che il cifrario era un testo tedesco criptato. Il manoscritto è un cifrario omofonico che utilizza un codice di sostituzione complesso, inclusi simboli e lettere, per il suo testo e gli spazi.
Precedentemente esaminato dagli scienziati dell'Accademia tedesca delle scienze di Berlino negli anni '70, si pensava che il cifrario risalisse a un periodo compreso tra il 1760 e il 1780. La decifrazione rivelò che il documento era stato creato nel 1730 da una società segreta chiamata "ordine degli oculisti altamente illuminati" (in tedesco Hocherleuchtete) di Wolfenbüttel o semplicemente gli Oculisti. Gli Oculisti usavano la vista come metafora della conoscenza.
Il manoscritto è in una collezione privata. Un manoscritto gemello è conservato presso l'archivio di stato di Wolfenbüttel.
Il cifrario Copiale include simboli astratti, così come lettere dall'alfabeto greco e la maggior parte dell'alfabeto romano. L'unico testo in chiaro nel libro è "Copiales 3" alla fine e "Philipp 1866" sul risguardo. Si pensa che Philipp fosse uno dei proprietari del manoscritto. Si è scoperto che le lettere in chiaro del messaggio erano codificate da lettere romane accentate, lettere greche e simboli, con lettere romane non accentate che servivano solo a rappresentare gli spazi.
I ricercatori hanno scoperto che le prime 16 pagine descrivono una cerimonia di iniziazione dell'oculista. Il manoscritto ritrae, tra le altre cose, un rituale di iniziazione in cui al candidato viene chiesto di leggere un foglio di carta bianco e, dopo aver confessato di non essere in grado di farlo, gli vengono dati degli occhiali e gli viene chiesto di riprovare, e poi di nuovo dopo aver lavato gli occhi con un panno, seguito da un'"operazione" in cui viene strappato un singolo pelo del sopracciglio.